# 月の地質

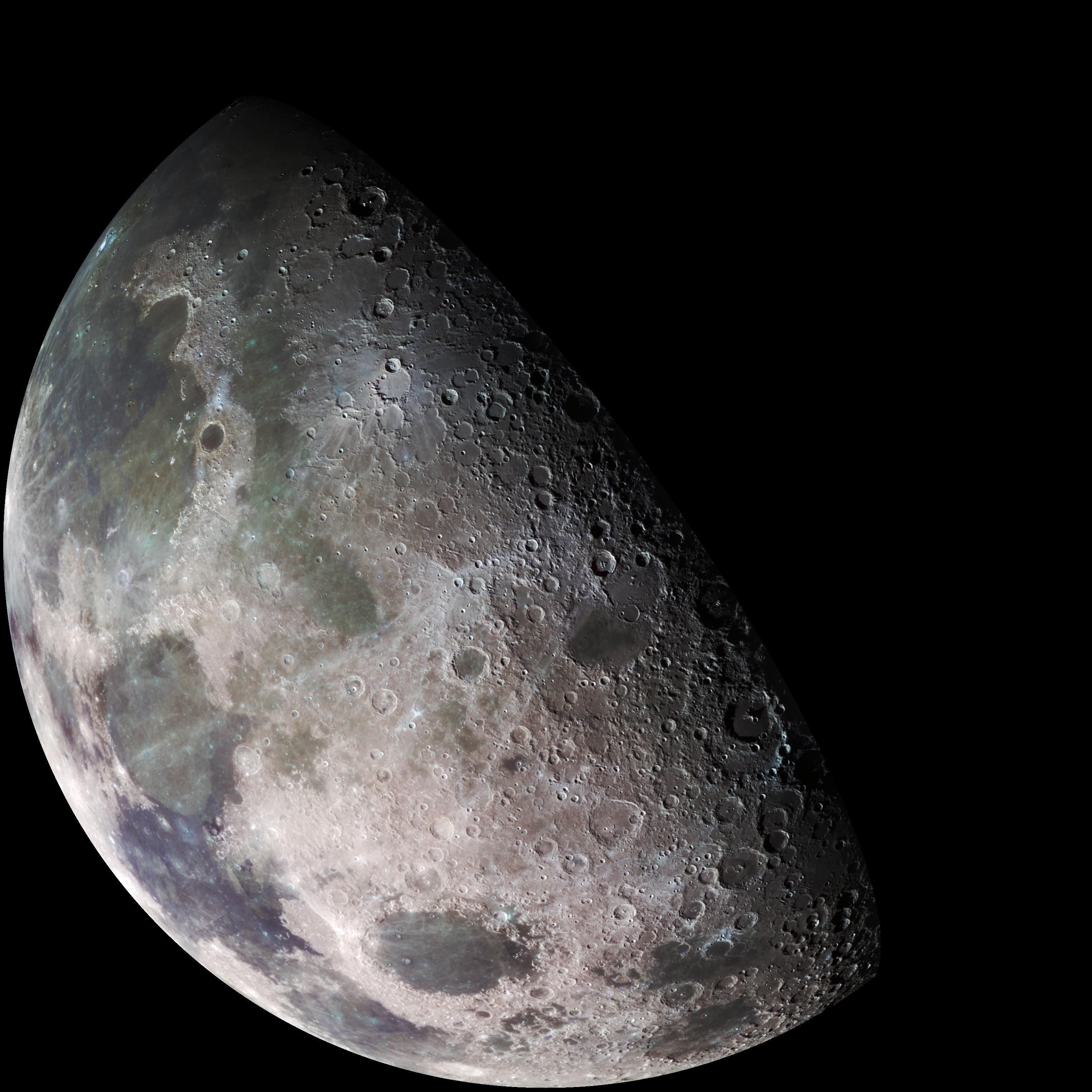
通常の色での同じ画像

月の地質（つきのちしつ）は、地球の地質とはかなり異なる。月の地質を研究する学問を月質学(Selenology)と言う。月には、気候による侵食を起こす大気がなく、またプレートテクトニクスも持たない。重力は小さく、大きさも小さいため、冷えるのが早い。月面の複雑な地形は、主に衝突盆地と火山活動によるものである。最近の分析で、月の水は表面に存在するだけではなく、内部には月の表面全体を1mも覆うほどの水を持つことが明らかとなった。月は分化が進んだ天体で、地殻、マントル、核を持つ。

中国科学院による1-2.5Mスケールの月の地質図。高解像度はオリジナルファイルをご覧ください。

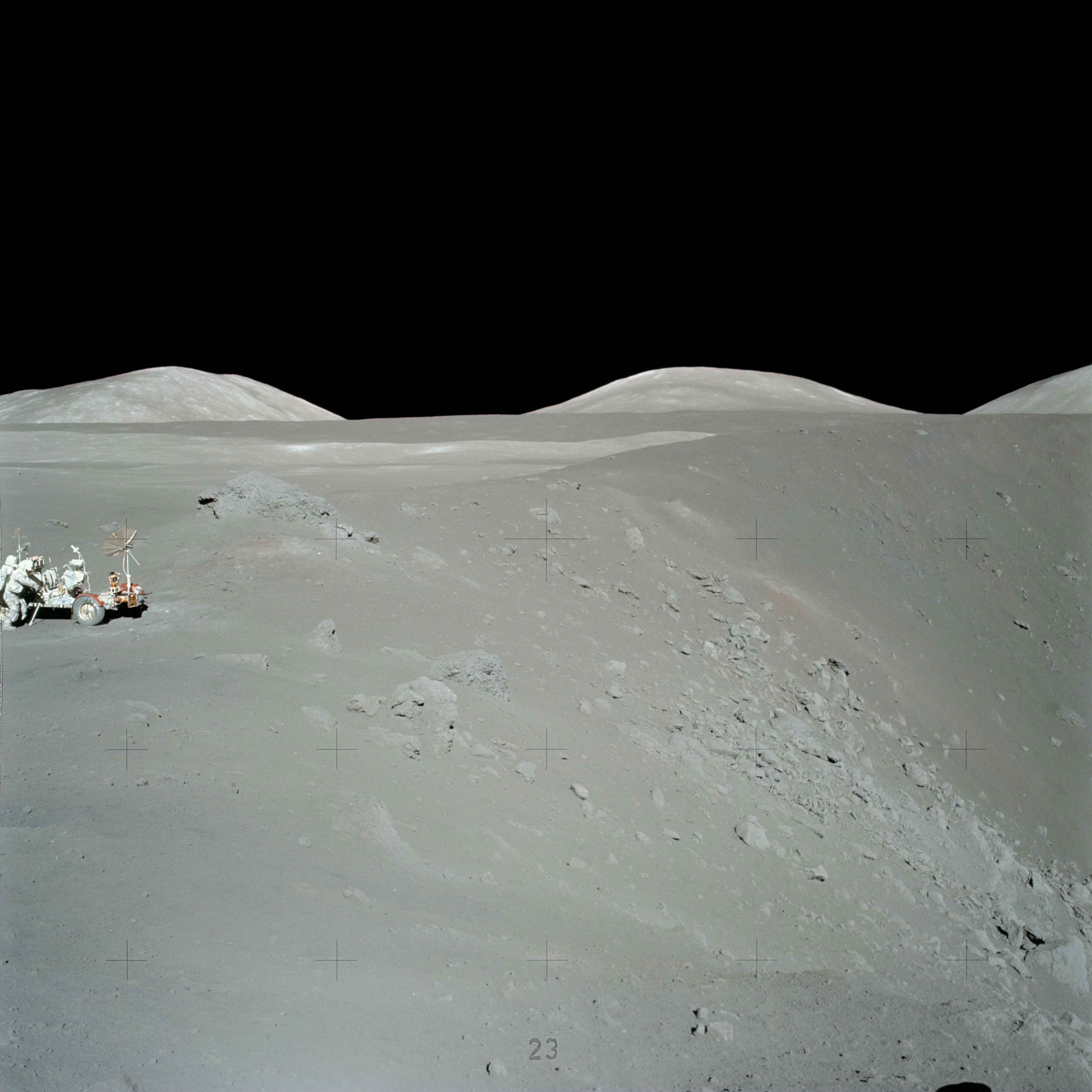
アポロ17号におけるクレーターの探査。地質学者（ハリソン・シュミット）が参加した唯一のアポロのミッションとなった。NASA photo

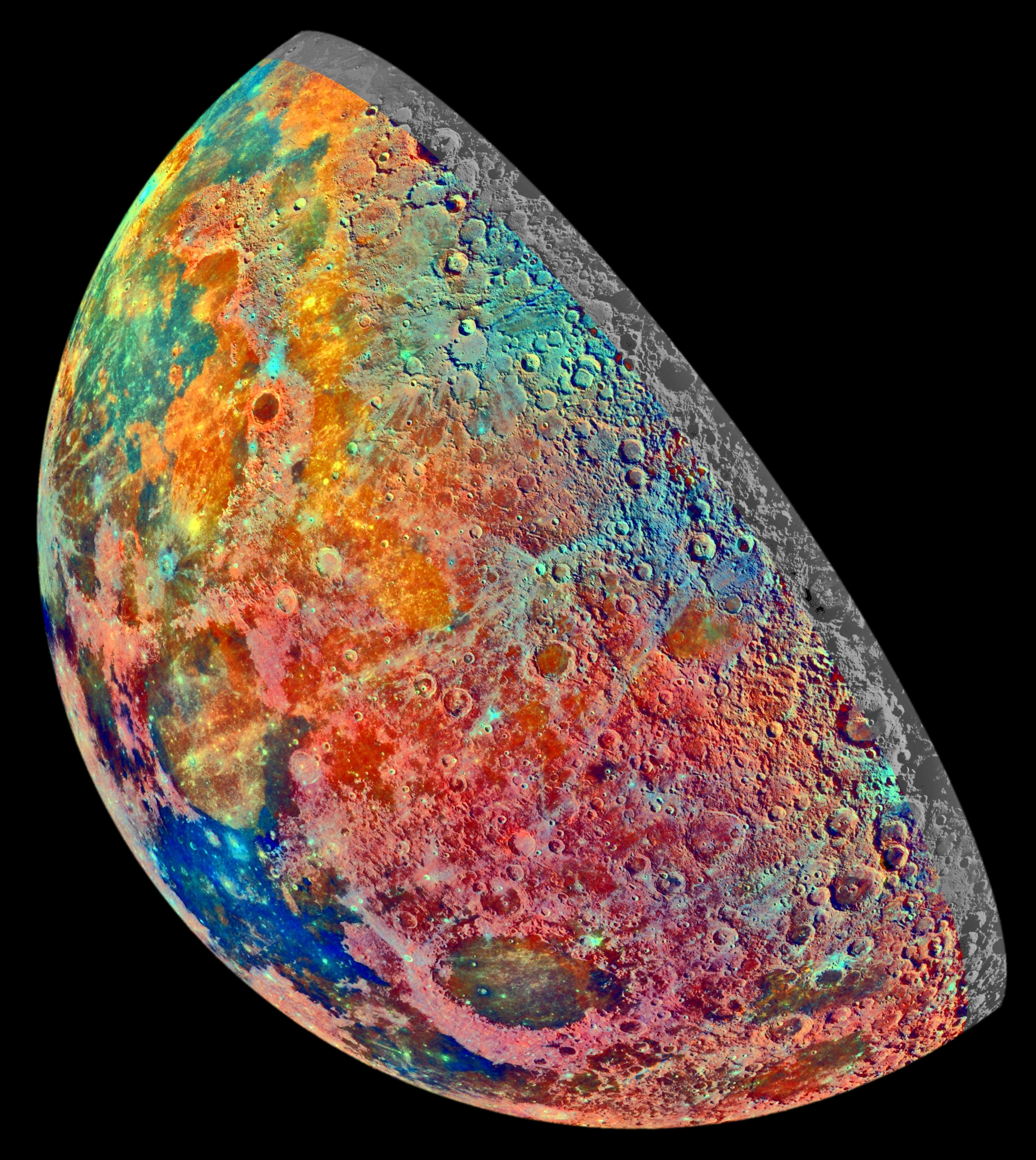
ガリレオによって撮影された疑似色画像 NASA photo

月の地質の研究は、地球からの望遠鏡による観測と月探査や月の石の分析、地球物理学のデータ等を用いて行われる。1960年代末から1970年代初めに行われたアポロ計画とルナ計画で、いくつかの場所から直接サンプルが採取され、合計約385kgの月の石や土壌が地球に持ち帰られた。月は、地質学的背景が既知の地点からサンプルが持ち帰られた唯一の地球外の天体である。また、いくつかの月起源隕石が地球上で見つかっているが、それらが生じたクレーターの場所は分かっていない。月面のかなりの場所は未探査であり、多くの地質学的問題が未解決のまま残っている。

## 元素構成

月の高地、低地、地球での各種元素の相対存在比

月面上に存在することが確認されている元素には、酸素(O)、ケイ素(Si)、鉄(Fe)、マグネシウム(Mg)、カルシウム(Ca)、アルミニウム(Al)、マンガン(Mn)、チタン(Ti)等がある。その中でも、酸素、鉄、ケイ素の割合が多く、酸素の割合は45%と推定されている。炭素(C)と窒素(N)は、太陽風の堆積が痕跡量存在するだけである。
ルナ・プロスペクターの中性子分光データでは、極地方に水素(H)の存在量が多いことが示された。

## 形成

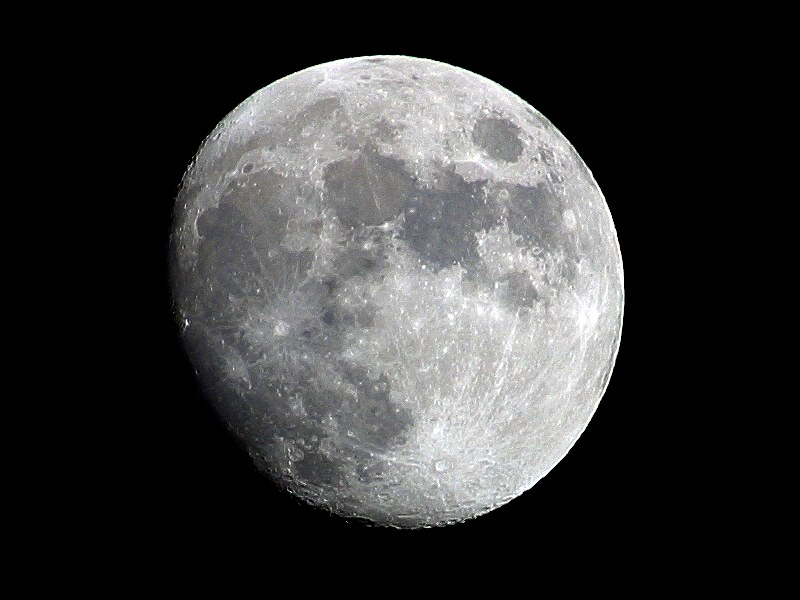
月の表

長年の間、月の歴史に関する根本的な問題は、その起源についてであった。初期の仮説には、地球からの分裂、地球による捕獲、共降着等があった。今日では、ジャイアント・インパクト説が広く受け入れられている。

### 分裂仮説
自転が加速しつつある初期の地球がその質量の一部を追い出したという説が、チャールズ・ダーウィンの息子のジョージ・ハワード・ダーウィンから提唱された。一般的には、太平洋が月の痕跡だと考えられた。しかし、今日では、海洋の底を形成する地殻は月の年齢よりも遙かに若く、2億歳にも達しないことが明らかとなっている。また、この仮説では、地球-月系の角モーメントを説明することができない。

### 捕獲仮説
この仮説では、月が形成後に地球の重力場に捕獲されたものであるとする。しかし、地球の近くまで接近すると、地球と衝突するか軌道が変わってしまうため、もしこのような状況が起こっても、月は逃げてしまって、二度と地球と出会うことはない。この仮説が成り立つためには、月が逃げる前にその速度を落とすために、原始の地球が濃い大気を持っていなければならない。この仮説は、木星や土星の不規則衛星の軌道を説明できるが、地球と月の酸素の同位体の存在比の一致を説明できないと考えられている。

### 共降着仮説
この仮説では、原初の太陽系の降着円盤から、地球と月が二重系として同時に形成されたとするものである。この仮説の問題は、地球-月系の角モーメントを説明できないことと月がなぜ地球と比べて小さい核を持つのか（地球では半径の50%なのに対して、月では25%）について説明できない点である。

### ジャイアント・インパクト仮説
現在、最も広く受け入れられている月の起源に関する仮説は、太陽系の降着期の早期に2つの原始惑星が衝突したというものである。この「ジャイアント・インパクト説」は、1940年代にカナダ人のハーバード大学教授レジナルド・デイリーが提唱したものであるが、1984年に広まった。この仮説では、地球と月の軌道条件を満足することができ、月の核が比較的小さいことも説明できる。微惑星の間の衝突は、現在では太陽系の形成の初期段階で惑星の成長に寄与したと考えられており、惑星が近接して形成される時には、大規模な衝突は避けられないものと考えられている。
この仮説では、現在の地球の約90%の大きさの天体と火星ほどの直径の別の天体（直径は地球の約半分、質量は約10分の1）の衝突が必要である。衝突した天体は、ギリシア神話の月の女神セレーネーの母の名前に因んでテイアと呼ばれている。この大きさの比は、結果としてできた系が現在の軌道配置と合致するような角モーメントを持つために必要である。このような衝突は、地球周回軌道上に、月形成に十分な量の物質を残した。
コンピュータシミュレーションによって、この衝突は、かすめるように起きる必要があることが分かった。これにより、衝突した天体の一部が物質の長い尾を形成した。地球の非対称な形により、これらの物質は軌道上の大きな質量の周りに留まった。この衝突のエネルギーは莫大なもので、数兆トンの物質が蒸発、融解し、地球の温度は1万℃に上昇した。
この仮説では、月がなぜ小さい核しか持たないのかも説明できる。衝突した天体の鉄の核の大部分は、地球の核に降着したと予測される。月のサンプルに揮発物が少ないのも、衝突のエネルギーで説明できる。地球への物質の再降着で解放されたエネルギーは、月の大部分を融解させるのに十分な量であり、マグマの海を形成した。
新しく出来た月は、今日の10分の1ほどの距離を公転し、地球に潮汐固定され、常に一方の面のみを地球に向けるようになった。月の地質は、それ以降、地球とは独立したものとなった。この仮説では、地球-月系の多くの側面を説明できるものの、月面の揮発元素が計算値よりも小さい等、いくつかの謎も残っている。

## 地質の歴史
月の地質の歴史は、月の地質年代尺度と呼ばれる6つの地質時代に大別できる。月の歴史は約45億年前に始まり、形成直後の月は融けた状態で、地球に非常に近い軌道を公転し、大きな潮汐力を受けていた。この潮汐力は、融けた月を、長軸が地球の方角を向く楕円体に変形させた。
月の地質の進化における最初の大きな出来事は、マグマの海の結晶化であった。マグマの海の深さは明らかではないが、いくつかの研究では、500kmかそれ以上であったことが示唆されている。この海で晶出した最初の鉱物は鉄とマグネシウムのケイ酸塩であるカンラン石と輝石である。これらは、周囲の融けた物質よりも密度が大きいために下部へ沈降した。結晶化が約75%進んだ後、より密度の小さい斜長石や長石が結晶化して漂うようになり、厚さ約50kmの地殻を形成した。その後、約1億年以内の間で、マグマの海の大部分が急速に結晶化し、最後に残ったKREEP（カリウム、希土類元素、リン）に富むマグマが、その後の数億年もの間、部分的に融けた状態で残った。このKREEPに富むマグマは、最終的に嵐の大洋と雨の海に集まったと考えられている。
月の地殻の形成直後あるいはその形成途中に、別の種類のマグマから、富マグネシウム(Mg-suite)ノーライトやトロクトライトが形成された。最近の理論では、富マグネシウム岩石に関連する深成活動の多くは嵐の大洋と雨の海の地域で行われ、これらのマグマは、その起源は未だ明らかではないものの、ある程度KREEPとの関連があると示唆されている。最古の富マグネシウム岩石の結晶化は、約38.5億年前である。しかし、深部まで月を掘削した最後の大きな衝突も、雨の海で起こったもので、38.5億年前である。そのため、富マグネシウム岩石の深成活動はもっと長く続き、若い深成岩が地下深くに存在している可能性がある
月のサンプルの分析により、かなりの割合の月の衝突盆地が約40億年前から38.5億年前の非常に短い期間に形成されたことが示唆されている。この仮説は後期重爆撃期と呼ばれる。しかしながら、雨の海形成に関連する衝突噴出物は、アポロ計画の着陸地点の全てで見出され得ると現在では考えられている。そのため、いくつかの衝突盆地（特に神酒の海）の形成年代と考えられているデータは、誤って雨の海の形成年代を見ているだけである可能性がある。
月の海は、かつて玄武岩質溶岩が流れた跡である。地球の溶岩と比べると鉄の含量が高く、粘度が低く、チタンを多く含むイルメナイトの含有率が高いものもある。約42億年前の玄武岩もあるが、玄武岩質火成活動の多くは、約30億年から35億年前に発生したものであり、（クレーターの数の計数に基づく）最も若いものはわずか10億年前であると考えられている。火山から数百kmの範囲に融けた玄武岩を吹き飛ばす火山砕屑岩型の火山もあるが、ほとんどの月の海は、衝突盆地近くの低地に形成される。しかし、嵐の大洋は既知の衝突構造との関連が見られず、月の最低高度の地点がある南極エイトケン盆地は、緩やかに海に覆われているだけである。
隕石や彗星の衝突は、地球からの潮汐力による小さな圧力変化を除いて、今日月面で起こっている唯一の地質学的力である。月の地層学で用いられる最も重要なクレーターのいくつかは、このように最近できたものである。例えば、深さ3.76km、直径93kmのコペルニクスは、約9億年前に形成されたと考えられている。アポロ17号は、ティコ由来の物質が採取できる地点に着陸した。アポロ17号の探査で得られたサンプルの分析では、ティコは約1億年前に形成されたことが示された。月の表面は、高エネルギーの粒子や太陽風の照射、流星塵の衝突等の宇宙天気の影響も受ける。この過程により、光条が若いクレーターの周囲に形成されたのち、周囲のアルベドと同程度になるまで色が暗くなる。しかし、光条を成す物質の組成が基盤岩の組成と異なっていれば、コントラストにより光条はずっと長い時間観察できることになる。
1990年代に月探査が再開されると、月が冷えたことによって生じた収縮に由来する急斜面が発見された。

### 地層と地質時代
月の地層の層序の最上位には、衝突クレーターの層が見られ、この時期がコペルニクス代である。その下には、光条はないが形態が発達したクレーターが見られ、この時期がエラトステネス代である。以上の2つの若い年代は、月面にクレーターの大きさのスポットとして見られる。それらの下には、2つの地層が見られる。雨の海の時代に相当する後期インブリウム代と前期インブリウム代である。さらに神酒の海の時代に相当するネクタリス代があり、最下層には、古いクレーター平原が見られる先ネクタリス代がある。水星の層序は、月のものと非常に似ている。

## 月の景観

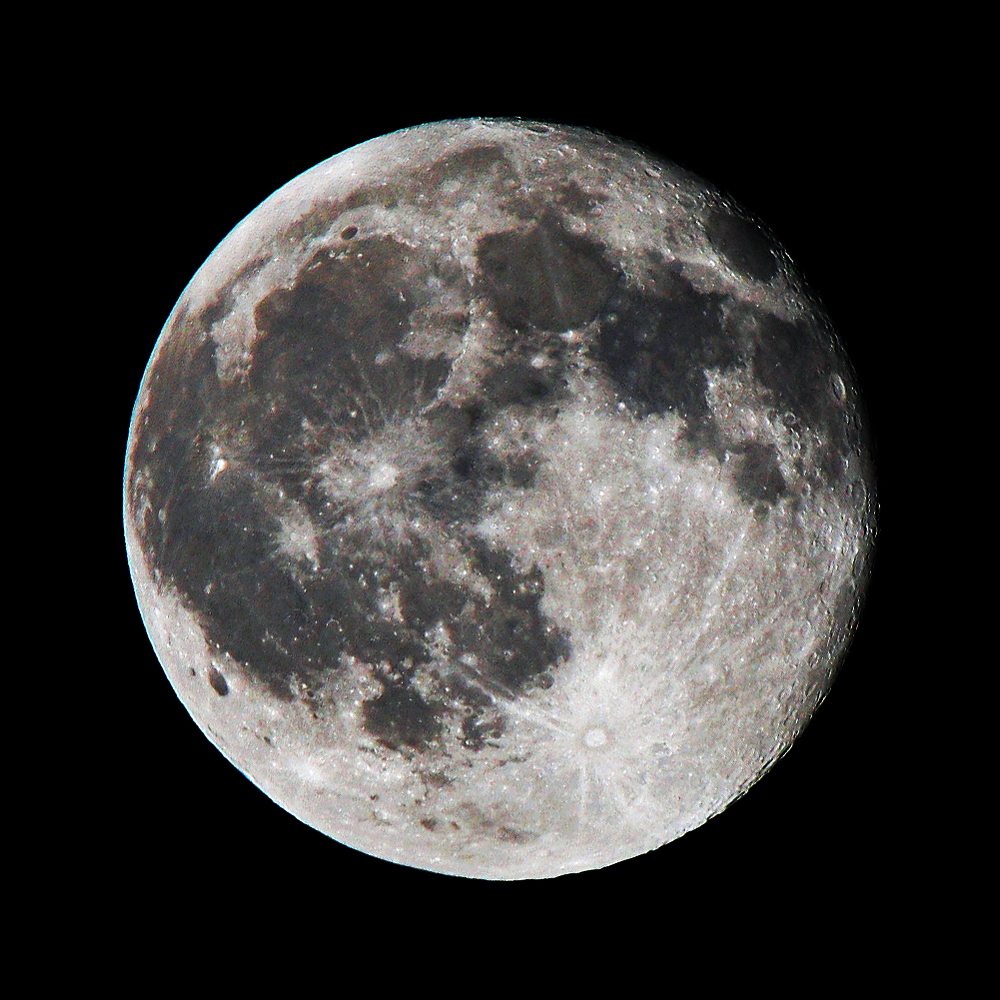
地球から見た満月

月の景観は、衝突クレーター、噴出物、いくつかの火山、丘、溶岩流、マグマで満たされた窪地等によって形作られる。

### 高地
月の景観の最も際だった特徴は、明るい領域と暗い領域の対比である。明るい領域は、terrae（「地球」を意味するラテン語のterraの複数形）と呼ばれる月の高地であり、暗い部分はmaria（「海」を意味するラテン語のmareの複数形）と呼ばれる月の海である。ヨハネス・ケプラーが17世紀にこれらの用語を導入した。高地は斜長岩質であり、海は玄武岩質である。海はしばしば低地であるが、低地は常に海で覆われている訳ではない。高地は海よりも古く、そのためクレーターの数がより多い。

### 海
月で火山活動が行われていた証拠は、地球の観測者からは月の海という形で見られる。これらは、玄武岩質の溶岩で覆われた場所で、月の表側の約3分の1を占めるアルベドの低い領域である。一方、月の裏側では、海は数%しか占めていない。溶岩流のパターンや溶岩洞が崩れた跡が見られたため、アポロ計画によって確かめられる以前から、月の海は溶岩で満たされた平原であると信じられていた。
月の海を構成する玄武岩の年齢は、放射年代測定とクレーター年代学によって決定される。放射年代測定による最も古いものは約42億年前のもので、クレーター年代学による最も若いものは、約10億年前のものである。海の大部分は、30億年から35億年前に形成されたと考えられている。最も若い溶岩は嵐の大洋の内部で噴出したものであり、最も古い溶岩は月の裏側のものである。月の海は明らかに周囲の高地よりも若く、衝突クレーターの数が少ない。
月の海の大部分は、月の表側で衝突盆地の中で噴火が起こったか溶岩が流れ込んできたものである。衝突盆地は、海の形成より約5億年も古いため、天体の衝突と火山活動の間には因果関係はないと考えられる。さらに、月で最も広い嵐の大洋は、衝突盆地との関係は見出されていない。一般に、月の表側の地殻でしか噴火が見られない理由は、表側の地殻が裏側の地殻よりも薄いためであると考えられている。地球の重力は、月の自転による遠心力と平衡になっているため、月の表側だけで噴火が起こる理由には関係していない。
海に関係する堆積物として、「暗いマントル」というものも知られている。これらは裸眼では識別できないが、望遠鏡や探査機による画像で確認することができる。アポロ計画以前には、これらは火砕噴火による放出物だと考えられていた。その一部は、暗く長細いスコリア丘と関係しているように見え、火山砕屑岩であるという説を支持した。火砕噴火の存在は、後に地球のものと似た火山ガラスの発見で確かめられた。
月の玄武岩の多くは、表面の真空状態でマグマから分離したガスの泡によって形成された小胞を含んでいる。どのようなガスが揮発したのかははっきり分かっていないが、一酸化炭素が候補に挙げられる。
月の火山ガラスは、緑色、黄色、赤色を示す。色の違いは、含まれるチタンの濃度に対応し、緑色の粒子は最も低濃度（約1%）、赤色の粒子は最も高濃度（最大14%で、玄武岩の最大値よりも大きい）である。

#### リル
月面のリルは、局所的に溶岩溝が形成された結果である。これらは一般的に、曲線状、弓状、直線状の3種類に分類される。蛇行するリルを源まで辿ると、しばしば古い噴火口に繋がる。曲線状のリルの最も有名な例は、嵐の大洋の東端に沿ったアリスタルコス平原のシュレーター谷である。直線上のリルの例は、アポロ15号の着陸地点で雨の海の縁に位置するハドリー溝である。このリルの起源については長い間論争があったが、各探査ミッションによる観測により、火山活動で生成したと一般に考えられるようになった。

#### ドーム
リュムカー山のような場所には、楯状火山が見られることがある。これらは、比較的粘度が高く、恐らく珪長質な組成を持つ溶岩の噴出によって形成されたと考えられている。結果として形成されるドーム構造は、幅の広い円形で、ゆるやかな傾斜が中腹まで数百m続く。通常、直径は8kmから12kmであるが、20kmを超えるものもある。また頂に小さな窪みを持つものもある。

#### リンクルリッジ
リンクルリッジは、海内の圧縮応力場に形成される地形である。地表の座屈を表すものであり、海を横切る長い嶺を形成する。このような嶺のいくつかは、埋まったクレーターやその他の海面下の構造の輪郭になっていることがある。有名な例として、ルトロンヌの周りを縁取るものが挙げられる。

#### 地溝
地溝は、地殻の発散応力場で形成される構造である。構造的には、2対の断層から構成される。ほとんどの地溝は大きな衝突盆地の近くの海で見られる。

### 衝突クレーター

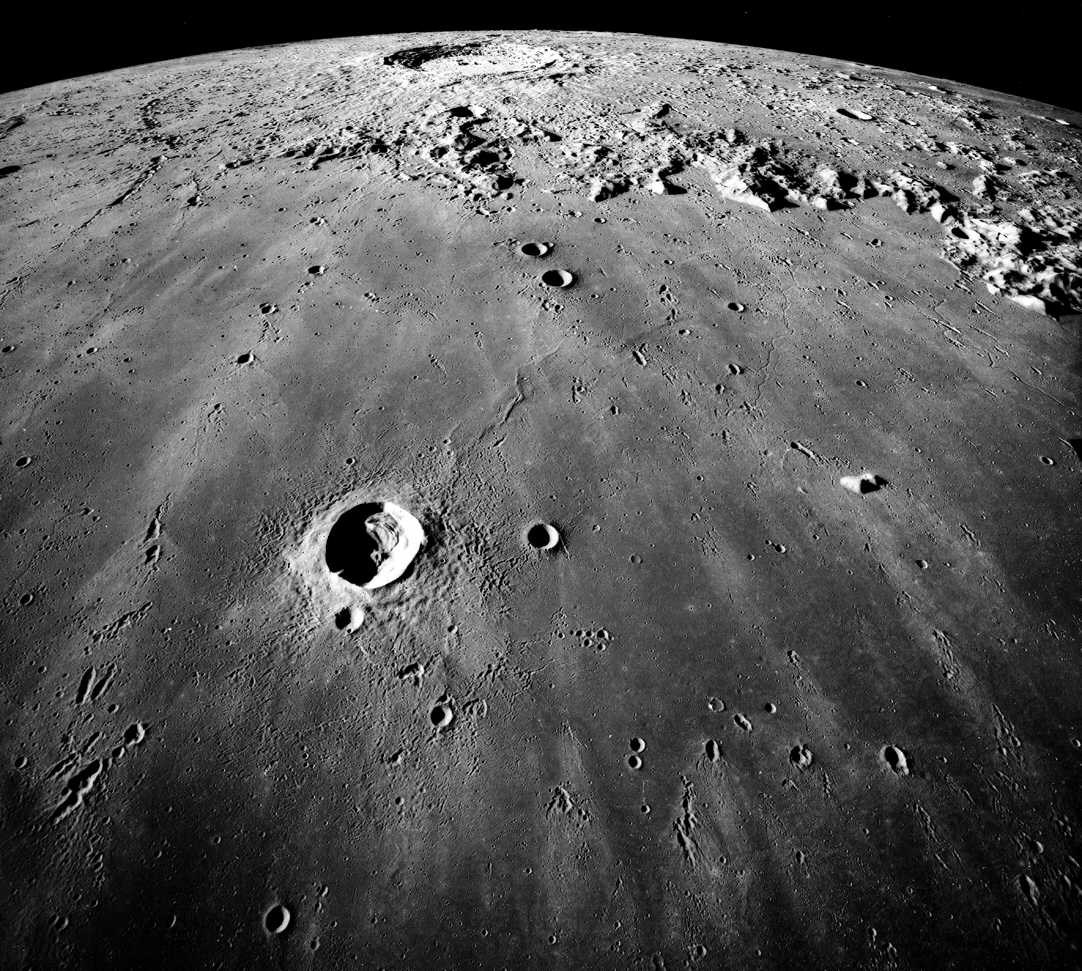
雨の海とコペルニクス NASA photo.

月のクレーターの起源が衝突によるものだということは、1940年代になって広く受け入れられた。この認識によって、地層累重の法則から、月の衝突の歴史が徐々に明らかになってきた。つまり、クレーター（またはその噴出物）が他の層の上に重なっている場合、クレーター形成がより若い出来事であるということになる。クレーターのよる侵食の度合いは、年代を推定するもう一つの手がかりになる。1950年代末にこの手法を採用することで、ユージン・シューメーカーは体系的な研究を行い、月の地質学を、月の現地調査に頼らない確固たるものにした。
衝突クレーターは、月面上での最も顕著な地質学的過程である。クレーターは、小惑星や彗星のような固体天体が高速（月面への衝突の平均速度は、約17km/sである）で衝突した時に形成される。衝突の運動エネルギーが、衝突点から放出される圧縮された衝撃波を作り出す。この波は希薄波となり、クレーター内から噴出物を吹き飛ばす。最終的に、床面の流体力学的再結合が起こり、中央部に頂ができることもある。
このようなクレーターは、数cmと非常に小さなものから、直径約2,500km、深さ13kmにもなる南極エイトケン盆地のような巨大なものまで、連続的にサイズが分布している。長いタイムスケールでは、時間の経過に伴って、クレーターの大きさは小さくなってきている。特に、最大の衝突盆地は、月の形成初期に作られたものであり、小さなクレーターが連続的に重畳している。クレーターサイズの頻度分布は、おおよそ冪乗則に従う。この曲線は、その地点の年代を推測するのに用いられる。

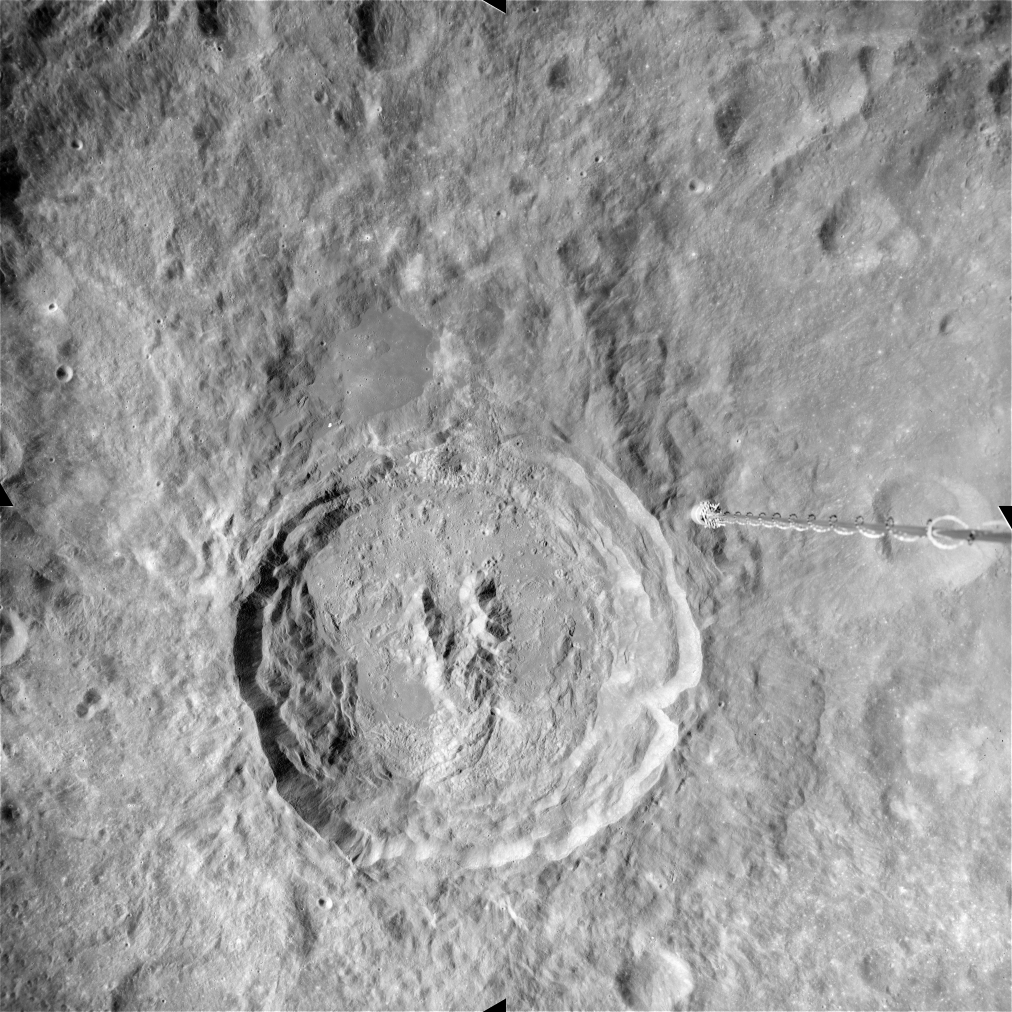
キングは、盛り上がった縁、沈み込む端、棚状の内壁、いくつかの丘のある比較的平らな底面、中央の頂など、月のクレーターの主な特徴を備える。Y字型の中央の頂は珍しい。NASA photo.

新しい衝突クレーターは、鋭い端を持つ等、くっきりした構造をしている。小さいクレーターはボウルのような形であるのに対し、大きいクレーターは、平らな広い床の中央に頂を持つ形をしている。一般的に、より大きいクレーターは、内壁が急激に下降し、棚状になる。最大級の衝突盆地では、二次的な物質の上昇に伴う同心円状の環を持つものもある。
衝突により、アルベドの高い物質が掘り出され、クレーター、噴出物、光条は見かけが明るくなるが、宇宙風化作用によって徐々にアルベドは低下し、例えば光条も暗くなる。クレーターや噴出物も、流星塵や小物体の衝突によって徐々に侵食され、この過程でクレーターは弱化し丸くなる。また、クレーターは他の衝突の噴出物によって覆われ、埋没することもある。
大きな衝突では、放出物に大きな岩塊も含まれ、これらが表面に再衝突して二次的な衝突クレーターを形成することもある。このようなクレーターは、明確に認められる放射構造を持つことがあり、一般的に同じ程度の大きさの一次クレーターよりも浅い。一列の塊が衝突して谷が形成されることもある。これらは、衝突体が衝突に先立って分裂したために生じるクレーター線（カテナ）とは区別される。
一般的には、月のクレーターはおおよそ丸い形をしている。エイムズ研究センターで行われた実験では、非常に低角度の衝突であっても、丸いクレーターが形成され、衝突角度が5°を下回ると楕円形のクレーターができる始めることが示された。しかし、低角度の衝突では、頂が中央からずれた位置にできることがあった。さらに、斜めの衝突からの放出物は、衝突角度の違いによって特有の模様を描き、約60°から非対称になり始め、約45°からはくさび型に放出物が堆積しない領域ができることが分かっている。
表面下から低いアルベドの物質が掘り出された時は、ダークハロクレーターが形成され、その後、この暗い噴出物はクレーターの周りに堆積する。海等の、基盤岩が暗い玄武岩質岩石となっている地域ではこのような現象が起き、後に高地の衝突からの明るい噴出物で覆われる。これによって暗い物質は再び地中に隠される。
非常に大きな衝突では、シート状の溶融物が形成され、地表の一部を1kmもの厚さで覆う。このような衝突の例は、東の海の北東側で見られる。

### レゴリス
月の地表は、数十億年に及び大小様々な小惑星や彗星の衝突に晒されている。年月を経るうちに、これらの衝突は、地表の物質を粉砕して耕し(gardening)、レゴリスと呼ばれるきめの細かい粒子からなる層を作る。レゴリス層の厚さは、若い海の下の約2mから古い高地の下の約20mまで様々である。レゴリスの大部分は、その地域で見られる鉱物であるが、痕跡量程度の遠くの衝突クレーターからの放出物も含む。「メガレゴリス」という用語は、表面近くのレゴリスの層の直下にある破砕岩盤を指す。
レゴリスには、元々の岩盤の鉱物と衝突の際にできたガラス質が含まれる。月のレゴリスのほとんどでは、粒子の半分は、アグルチネートと呼ばれる、ガラスの粒子と融合した鉱物粒子の破片である。レゴリスの化学組成は、場所によって異なる。高地のレゴリスはアルミニウムとシリカに富み、高地の岩石に近い。海のレゴリスは鉄とマグネシウムが豊富でシリカに乏しく、玄武岩に近い。
月のレゴリスは、太陽の歴史を知るうえで有用である。太陽風を構成する原子（ほとんどはヘリウム、ネオン、炭素、窒素）は月の表面と衝突し、鉱物の中に挿入される。レゴリスの組成、特に同位体組成を分析することで、太陽活動の変化を探ることができる。また、太陽風由来の揮発性物質は、将来の月基地にとって非常に有用であると考えられており、酸素、水素、窒素、炭素は生命維持活動において重要であるだけでなく、燃料の材料としても使うことができる。

### 溶岩洞
月の溶岩洞は、局地的な探査や開発のための前哨月面基地の建設に適した場所である。月の洞窟の利用可能性は、文学作品や論文の中で長い間提案され、議論されてきた。月の溶岩洞はそのままで、流星塵の衝突や強い紫外線、極端な日中の温度差等の、月面の厳しい環境からのシェルターとして用いることができる。2009年，日本の月探査機かぐやの撮影した画像からマリウス丘付近で溶岩洞につながると思われる縦孔が発見された。さらにアメリカの探査機ルナー・リコネサンス・オービターの打上げ後、月面の様々な場所で、多くの溶岩洞が撮影された。このような月の洞窟は、賢者の海、静かの海等、月面上のいくつかの場所で認められている。

## マグマの海仮説
アポロ11号によって初めて地球に持ち帰られた月の石は、玄武岩であった。ミッションの着陸地点は静かの海であったが、高地から飛んできた数mmの岩も拾われた。これらは主に斜長岩であった。月面上での斜長岩の発見により、月の大部分が一度融け、マグマの海の分別晶出で地殻が形成されたという大胆な仮説が提唱された。
ジャイアント・インパクトの自然な帰結として、月に再降着した物質は高温であったはずである。現在のモデルでは、月の大部分は、月形成後に融け、マグマの海を成した。このマグマの海は約500kmの深さにもなり、マグマの結晶化によって組成の異なる地殻とマントルからなる分化天体となったと考えられている。
マグマの海の結晶化が進むと、カンラン石や輝石等の鉱物が沈んでマントルを形成する。結晶化の4分の3が終了すると、斜長石（灰長石）の晶出が始まる。斜長石の結晶はその低い密度のために浮かびあがり、斜長岩からなる浮揚地殻を形成する。不適合元素（液相に分配されやすい元素）は、結晶化の進行に伴って次第にマグマの中に濃縮し、地殻とマントルの間に挟まれた場所にKREEPの割合の多いマグマが形成される。月の高地が斜長石に富むこととKREEPリッチな物質の存在は、この説を支持する証拠である。

## 月の石
| 酸化物 | 重量%  |
| ------ | ------ |
| SiO2   | 44.4%  |
| Al2O3  | 6.14%  |
| FeO    | 10.9%  |
| MgO    | 32.7%  |
| CaO    | 2.31%  |
| Na2O   | 0.092% |
| K2O    | 0.01%  |
| Cr2O3  | 0.61%  |
| MnO    | 0.15%  |
| TiO2   | 0.31%  |

### 地表の物質

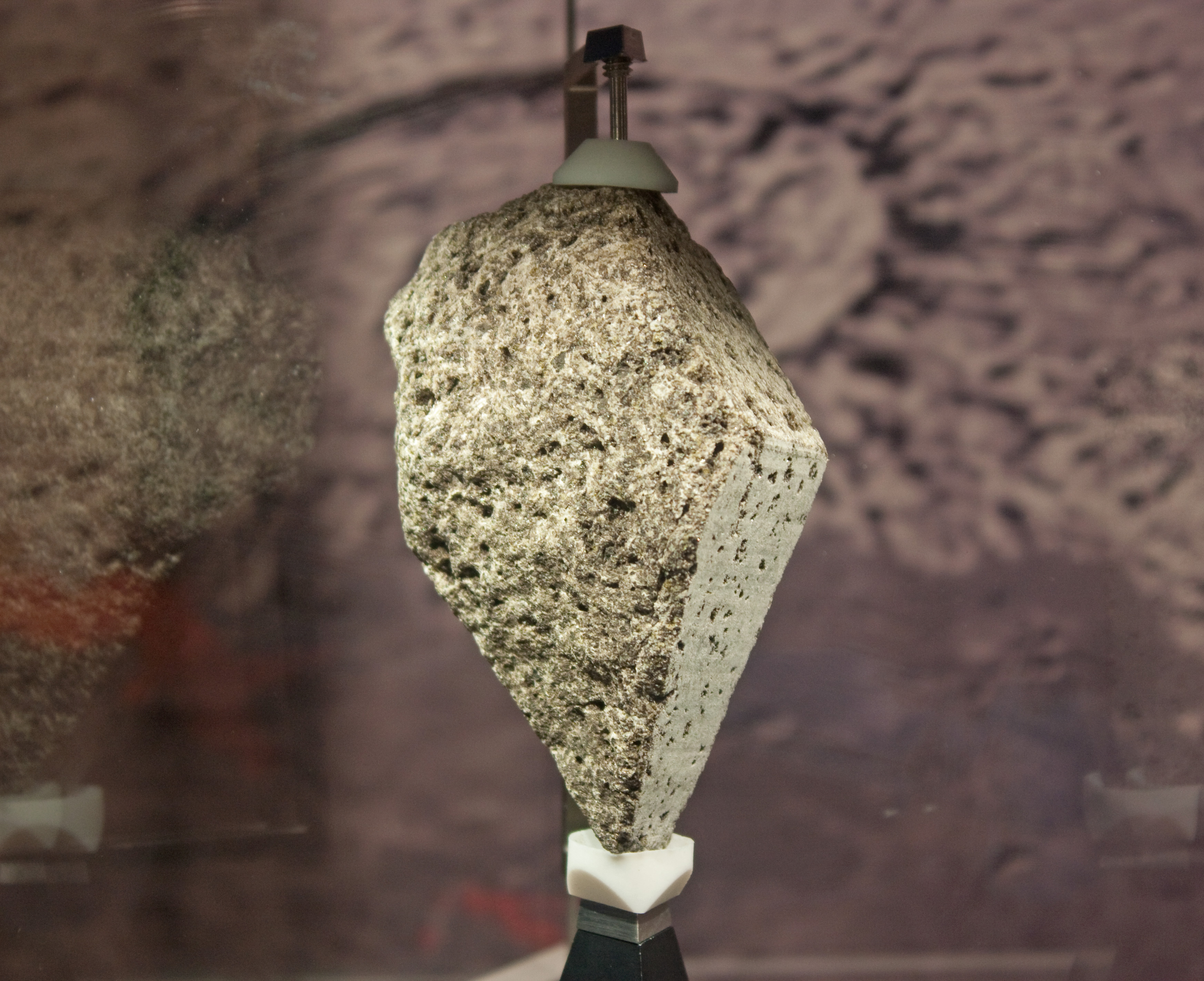
アポロ15号によって採集されたカンラン石、玄武岩

アポロ計画では、381.7 kgの月地表の物質が地球に持ち帰られ、その大部分はヒューストンの月試料研究所（Lunar Receiving Laboratory）で管理されている。また、ソビエト連邦の無人月探査であるルナ計画でも0.3 kgの月の物質が持ち帰られている。これらの月試料は、月の地質学的進化を読み解く上で、計り知れないほど貴重なものである。月の岩石の大部分は、カンラン石、輝石、斜長石等の地球で普通に見られるのと同じ鉱物でできている。斜長石はほとんどが月の地殻で見られたのに対し、輝石やカンラン石はマントルで見られるという二面性を持つ。イルメナイトは、海の玄武岩に多く含まれている。また、アーマルコライトは、アポロ11号で月を訪れたニール・アームストロング、エドウィン・オルドリン、マイケル・コリンズの3人の名前に因む鉱物で、月のサンプルの中から初めて発見された。
月の海は、大部分が玄武岩でできているが、高地は鉄が少なく、主にカルシウムの多い斜長石でできている。地殻を構成するもう一つの主要な成分は、マグネシウムに富む火成岩であるノーライトやトロクトライト、KREEPを含む玄武岩等である。これらの岩石は、KREEPの生成に関連してできたと考えられている。
月表面の複合岩は、しばしば角礫岩として見られ、形成の過程によって破砕角礫岩、粒状角礫岩、衝突融解角礫岩に細分される。有色鉱物である衝突融解によって生じた角礫岩は、low-K Fra Mauro組成を持ち、地殻上層の斜長石と比べて鉄、マグネシウム、KREEPの割合が多い。

### 月の海の組成
月の海の玄武岩の主な特徴は、月の高地の岩石と比較して、カンラン石と輝石を多く含み、斜長石が少ないことである。地球の玄武岩よりも鉄の割合が多く、粘度が小さい。また、一部はイルメナイトと呼ばれる鉄-チタン酸化物の含有量が多い。最初に採取された岩石にはイルメナイトやその他の関連鉱物が多く含まれていたため、「高チタン」玄武岩と呼ばれた。アポロ12号のミッションでは、チタン含有量の低い玄武岩が地球に持ち帰られ、「低チタン」玄武岩と呼ばれた。ルナ計画を含む続くミッションでは、さらにチタン含有量の低い玄武岩が持ち帰られ、「超低チタン」玄武岩と呼ばれている。クレメンタイン探査機によって、月の海の玄武岩のチタン含有量は連続的であり、チタンに富む玄武岩は少ないことを示すデータが得られている。

## 月の内部構造
現在の月の内部構造のモデルは、アポロ計画によって月面に残されてきた地震計のデータと月の重力場や自転の研究に依っている。
月の質量は、内部の空隙を除去するのに十分な大きさであり、そのため月の内部全体が固体で構成されていると考えられている。全密度の小ささ(～3346 kg/m3)は、金属量が小さいことを示している。また、質量と慣性モーメントの値は、月の核が半径約450km以下であることを示している。さらに月の秤動の研究からは、核はいまだに溶融している状態であることが示されている。ほとんどの惑星や衛星は、半径の半分程度の鉄の核を持つのに対し、月の核は半径のわずか4分の1に過ぎず、極端に小さい。
月の地殻は平均約50kmの厚さ（±15kmの不確実さがある）で、月の裏では月の表よりも15kmほど厚いと考えられている。地震計によって、アポロ12号とアポロ14号の着陸地点の地殻の厚さが計測され、アポロ時代の分析では地殻の厚さは60kmとされたが、同じデータの最近の分析では、より薄い30kmから45kmと推測されている。
地球の磁場と比べると、月の磁場は非常に弱い。その他の主な違いとして、月は現在は（核でのダイナモ理論によって生み出される）双極子磁場を持たず、現存する磁化は、ほとんど全てが地殻起源である点が挙げられる。地殻磁化は、ダイナモがまだ存在していた頃の月の歴史の初期に獲得されたとする説があるが、月の小さな核は、この説の障害となる可能性がある。代わりに、月のような大気を持たない天体では、衝突の過程で一時的な磁場が作り出されたとする提案もある。最大の地殻磁化が最大の衝突盆地のちょうど裏に当たる地点にあることは、この説を支持する。月は地球のような双極子磁場を持たないが、地球に持ち帰られた石の中には、強い磁化を示すものがある。さらに、月周回軌道からの測定では、月の表面の一部が磁場に強く寄与していることが示されている。